# 普莱西亚
普莱西亚（法語：Plaisia，法語發音：[plɛzja]）是法国汝拉省的一个市镇，位于该省中南部，属于隆斯勒索涅区。

## 地理
普莱西亚（46°31'58"N, 5°38'1"E）面积5.31 平方千米，位于法国勃艮第-弗朗什-孔泰大區汝拉省，该省份为法国东部内陆省份，北起上索恩省，西北接科多尔省，西临索恩-卢瓦尔省，南至安省，东与杜省和瑞士接壤。
与普莱西亚接壤的市镇（或旧市镇、城区）包括：梅罗纳、埃克里耶、拉尔吉莱马尔索奈、奥诺、奥热莱、拉图迪梅。

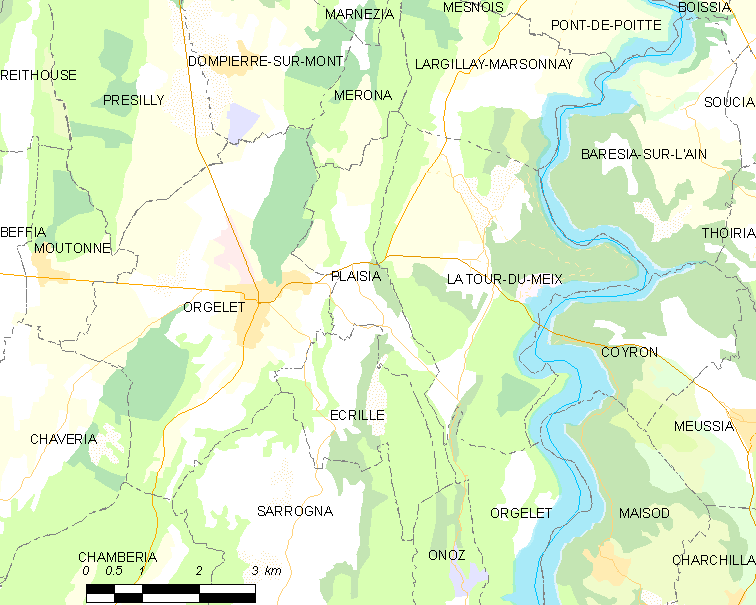
普莱西亚的OSM定位图

普莱西亚的时区为UTC+01:00、UTC+02:00（夏令时）。

## 行政
普莱西亚的邮政编码为39270，INSEE市镇编码为39423。

## 政治
普莱西亚所属的省级选区为穆瓦朗昂蒙塔涅县。

## 人口

1962-2008年间普莱西亚人口变化图示

普莱西亚于2022年1月1日时的人口数量为99人。